# Xosé Neira Vilas

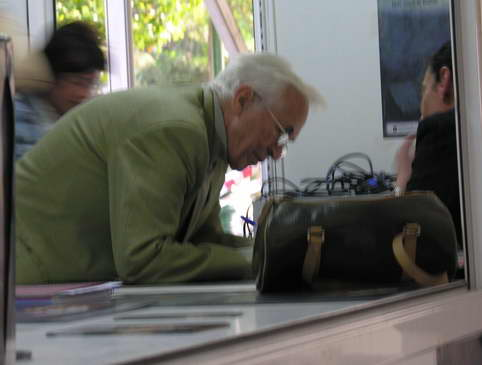
Neira Vilas assinando

Xosé Neira Vilas (Vila de Cruces, Galiza, 3 de novembro de 1928 - Vila de Cruzes, 27 de novembro de 2015) foi um escritor galego.

## Biografia
Filho de camponeses, estudou comércio por correspondência. Em 1949 emigrou para a Argentina, entrando em contato com galeguistas como Luís Seoane, Rafael Dieste, Ramón Suárez Picallo, Lorenzo Varela ou Ramón de Valenzuela.
Em 1953 funda as Mocidades Galeguistas. Casou-se com a escritora Anisia Miranda em 1957 e funda a editorial Follas Novas. Em 1961 marcha para Cuba.
Após trinta e um anos na ilha caribenha, já jubilado, regressou para a Galiza em 1994 para morar em Gres (Vila de Cruces, Galiza). Dirige a Fundação Xosé Neira Vilas e continua com o trabalho cultural e jornalístico.
Neira Vilas é membro numerário da Real Academia Galega, Doutor Honoris Causa pelas Universidades da Corunha e Habana, Prêmio da Crítica Espanhola (narrativa) e prêmio da Crítica Galega (ensaio). Recebeu a medalha Castelao, o Pedrão de Honra, o prêmio Celanova Casa dos Poetas e o Prêmio Trasalba (2004).

## Características da narrativa
Sua obra Memorias dun neno labrego ("Memórias de um menino camponês") é o livro mais lido da história da literatura galega. Tanto esta quanto outras obras posteriores refletem o mundo rural e a emigração. Entre os romances que refletem o mundo rural se tem de distinguir entre as de protagonista infantil e adulto.
As de protagonista infantil, formam o chamado "ciclo da criança" e são: Memorias dun neno labrego, Cartas a Lelo e Aqueles anos do Moncho.
Entre as que refletem o agro galego desde a perspectiva adulta recreiam toda a sua crueza: Xente no rodicio (Gente no rodício), A muller de ferro e Querido Tomás.
Com outras temáticas, mas ainda permanecendo um substrato rural, são as obras Lar, Nai (Mãe) e Pan (Pão). O mundo da emigração aparece em Caminho bretemoso.
Neira Vilas escreveu também livros para crianças, entre os que se destacam Espantallo amigo, O cabaliño de buxo (O cavalinho de buxo), A marela Taravela, Contos vellos pra rapaces novos (Contos velhos para rapazes novos) e Chegan forasteiros.
Em colaboração com a sua esposa, a cubana Anisia Miranda, publicou um livro de de canções e poemas intitulado Cantarelas e contos para xente miúda.

## Obra

### Narrativa
- Memorias dun neno labrego, 1961
- Xente no rodicio, 1965
- Camiño bretemoso, 1967
- Historias de emigrantes, 1968
- A muller de ferro, 1969
- Cartas a Lelo, 1971
- Remuíño de sombras, 1973
- Lar, 1974
- Aqueles anos do Moncho, 1977
- Querido Tomás, 1980
- Nai, 1980
- Tempo novo, 1987
- Espantallo amigo, 1987
- Pan, 1987
- De cando Suso foi carteiro, 1988
- O home de pau, 1999
- Chegan forasteiros, 1992
- Contos de tres mundos, 1995
- Relatos mariñeiros, 2003

### Narrativa para nenos
- Espantallo amigo, 1971
- O cabaliño de buxo, 1971
- A marela Taravela, 1973
- Contos vellos pra rapaces novos, 1983

### Poesía
- Dende lonxe, 1960
- Inquedo latexar, 1969
- Poesía recadada, 1994
- Dende Gres, 2004

### Ensaio
- Galegos no Golfo de México, 1980
- Encrucilladas, 1981
- Castelao en Cuba, 1983
- A prensa galega en Cuba, 1985
- Guerrilleiros, 1991
- Na outra banda do mar, 1992
- Charamuscas, 1993
- Memoria da emigración, 1994
- Eduardo Blanco-Amor, dende Buenos Aires, 1994
- Memoria da emigración II, 1995
- A lingua galega en Cuba, 1995
- Galegos que loitaron pola independencia de Cuba, 1998
- Crónicas galegas de América I. Rolda primeira, 2000
- Manuel Murguía e os galegos da Habana, 2000
- Crónicas galegas de América II. Rolda segunda, 2001
- Crónicas galegas de América III. Rolda terceira, 2002
- O sarillo do tempo, 2004
- Xentes e camiños, 2005
- Vinte anos retornando, 2006
- Arredor do mundo, 2007